# Searle Dwyer Mason
Searle Dwyer Mason, novozelandski general, * 1892, † 1953.